# Zaspa

Lage von Zaspa (Saspe) in Gdańsk (Danzig)

Zaspa (deutsch Saspe, kaschubisch Zaspa) ist ein Stadtteil von Danzig in Polen. Er umfasst eine Fläche von 3,3 km² und zählt über 27.000 Einwohner mit einer Bevölkerungsdichte von über 8.300 Einwohnern/km². 
Administrativ besteht Zaspa aus den beiden Bezirken Zaspa-Młyniec und Zaspa-Rozstaje.

## Geographie
Der Sasper See diente lange Zeit als Müllkippe und ist so gut wie nicht mehr vorhanden.

## Geschichte
Die kleine Landgemeinde Saspe im Kreis Danziger Höhe hatte 1905 noch etwa 1800 Einwohner, fünf Jahre später waren es bereits 3.149. Am 1. April 1914 wurde der Ort in die Stadtgemeinde Danzig eingemeindet.
Das erste Danziger Flugfeld entstand 1910 im benachbarten Langfuhr (heute Wrzeszcz). Im Ersten Weltkrieg wurde die Anlage militärisch genutzt. Danach fiel der Flugplatz an die Stadt Danzig und 1922 endgültig an den Freistaat Danzig. Der erweiterte Flughafen wurde 1923 in Danzig-Langfuhr eröffnet und bildete bis 1939 den wichtigsten Knotenpunkt im skandinavisch-baltischen Raum Europas. Zwischen 1923 und 1936 wurde der Flughafen mehrfach erweitert.
Nach dem Zweiten Weltkrieg wurde die im Krieg erstellte Start- und Landebahn aus Beton auf zwei Kilometer verlängert. Die innerstädtische Lage machte jedoch den weiteren Ausbau von Gdańsk-Wrzeszcz für Düsenflugzeuge unmöglich. Mit der Eröffnung des heutigen Flughafens Lech-Wałęsa-Flughafen Danzig wurde der alte Platz 1974 geschlossen und das Areal sowie die Anflugschneisen mit den beiden Zasper Wohnsiedlungen bebaut. Die ehemaligen Betonpisten sind noch heute deutlich zwischen den Hochhäusern zu erkennen, sie werden jedoch mehr und mehr überbaut. 

## Gliederung in zwei Stadtbezirke
Zaspa, das ehemalige kleine Dorf Saspe, ist heute in die Stadtbezirke Zaspa-Młyniec und Zaspa-Rozstaje geteilt. Zaspa-Młyniec (Saspe (Mühlenhof)) befindet sich südwestlich von Zaspa-Rozstaje (Saspe (Eckhof)). Die Bevölkerungsdichte von Zaspa-Młyniec ist fast doppelt so hoch wie die des anderen Bezirks. Mit 11.600 Einwohnern je km² ist es der am dichtesten besiedelte Bezirk der Stadt Danzig.
| Bezirksname    | deutscher Name    | Fläche in km² | Bevölkerung | Bevölkerungsdichte in Ew./km² | Karte          |
| -------------- | ----------------- | ------------- | ----------- | ----------------------------- | -------------- |
| Zaspa-Młyniec  | Saspe (Mühlenhof) | 01,2322       | 14.295      | 11.601                        | Zaspa-Młyniec  |
| Zaspa-Rozstaje | Saspe (Eckhof)    | 02,0322       | 12.794      | 6.296                         | Zaspa-Rozstaje |

## Sehenswürdigkeiten
- Johannes Paul II.-Park (Park im. Jana Pawła II)
- Ehrenfriedhof Zaspa (Cmentarz na Zaspie)
- „Zasper Galerie“: großflächige, von Künstlern gestaltete Hochhausfassaden